# Baby-AT
Baby-AT – standard konstrukcji płyt głównych oraz zasilaczy i obudów komputerowych wprowadzony przez firmę IBM w 1985 roku. Po 1995r. wypierany przez standard ATX.
Płyty Baby-AT miały wymiary 220x330 mm i były wykorzystywane z procesorami od Intel 80286 do wczesnych modeli Pentium.
Wraz ze zwiększaniem się szybkości taktowania procesorów, konieczne stało się stosowanie układów chłodzenia, które, ze względu na umieszczenie gniazda procesora w linii prostej ze złączami ISA, uniemożliwiało montaż do części złącz niektórych bardziej rozbudowanych (dłuższych) kart rozszerzeń.